# Beat Dietschy
Beat Rudolf Dietschy (* 1950 in Basel) (häufig kurz Beat R. Dietschy) ist ein Schweizer Theologe, Philosoph, Entwicklungsexperte und Publizist. Er war 2007 bis 2015 Geschäftsführer (Zentralsekretär) der Schweizer Entwicklungsorganisation Brot für alle.

## Leben
Dietschy studierte evangelische Theologie und Philosophie in Basel, Zürich und Tübingen. Er wurde 1988 in Basel im Fach Philosophie mit einer Arbeit über Ernst Bloch promoviert.
Dietschy hat mehrere Jahre als Publizist und Berater von Entwicklungsorganisationen in Lateinamerika verbracht. Er hatte verschiedene Ämter inne, so war er Leiter der evangelischen Heimstätte Leuenberg, Redakteur beim Schweizer Radio DRS und bei kirchlichen Zeitschriften. Zwischen 1993 und 2003 war er an der Arbeitsstelle für Ökumene, Mission und Entwicklungszusammenarbeit in St. Gallen tätig, anschließend wurde er Leiter für die Bereiche Information und Bildung bei „Brot für alle“ in Bern.
2007 wurde er zum Geschäftsführer von „Brot für alle“ ernannt. Dietschy war auch zeitweise Präsident der Alliance Sud, einer gemeinsamen Lobbyorganisation von Entwicklungsorganisationen.
Beat Dietschy ist verheiratet mit Annette Dietschy geborene Scheiterle.

## Schriften
- Gebrochene Gegenwart. Ernst Bloch, Ungleichzeitigkeit und das Geschichtsbild der Moderne. Vervuert, Frankfurt am Main 1988 (= Dissertation).
- Ist unser Gott auch euer Gott? Gespräche über Kolonialismus und Befreiung. Edition Exodus, Luzern 1992.
- Beitrag in: Peter Ullrich und Thomas Maak (Hrsg.): Arbeitspolitik für alle. Eine Debatte zur Zukunft der Arbeit. Haupt, Bern/Stuttgart/Wien 2000.
- hrsg. mit Annette Dietschy: Kein Raum für Gnade? Weltwirtschaft und christlicher Glaube. Impulse aus vier Kontinenten. Lit, Hamburg 2002 (eingeschränkte Vorschau in der Google-Buchsuche).
- mit Christoph Türcke, Olantunji Oyeshile und Miguel Angel Quintana Paz: Ohne Ungleichzeitigkeit keine Zukunft (= Concordia. Internationale Zeitschrift für Philosophie. Ausgabe 51). G. Mainz, Aachen 2007, ISBN 978-3-86130-784-6.
- mit Doris Zeilinger und Rainer E. Zimmermann (Hrsg.): Bloch-Wörterbuch. Leitbegriffe der Philosophie Ernst Blochs. De Gruyter, Berlin/Boston 2012, ISBN 978-3-11-020572-5.